# 1889 في كندا
فيما يلي قوائم الأحداث التي وقعت خلال عام 1889 في كندا.

## سياسة

### تعيين في المنصب
- 1 يناير – جيمس موراي عضو المجلس النيابي لنيوفندلاند ولابرادور ‏.
- 30 ديسمبر – أوين ميرفي عضو الجمعية الوطنية في كيبك [الإنجليزية]‏.

### انتهاء فترة المنصب
- 1 يناير – أندرو أرشيبالد ماكدونالد Lieutenant Governor of Prince Edward Island [الإنجليزية]‏.
- 1 يناير – جون أبوت عمدة مونتريال [الإنجليزية]‏.
- 4 مايو – أوين ميرفي عضو الجمعية الوطنية في كيبك [الإنجليزية]‏.
- 25 مايو – توماس ريان عضو مجلس الشيوخ الكندي ‏.

## مواليد

### يناير
- 1 يناير – إتش كارسون غراهام طبيب كندي.
- 2 يناير – هاري هايلاند لاعب هوكي جليد كندي.
- 4 يناير – والتر بيل
- 6 يناير – إدوارد لاكروا سياسي كندي.

### فبراير
- 1 فبراير – والتر ك. لوسون سياسي كندي.
- 5 فبراير – ديف ماكان لاعب كرة قدم كندي.
- 7 فبراير – روبرت نيوتن
- 9 فبراير – ويليام ميرفي
- 12 فبراير – جوني كولون ملاكم كندي.
- 18 فبراير – جيمس ستانلي سكوت عسكري كندي.

### مارس
- 8 مارس – روزاريو بوردن
- 22 مارس – فيكتور ماكاولي عداء مراثوني كندي.
- 30 مارس – ألتون د. تايلور سياسي كندي.

### أبريل
- 18 أبريل – كليفورد كلارك اقتصادي كندي.
- 30 أبريل – هيو ألين سياسي كندي.

### مايو
- 1 مايو – توماس كيد سياسي كندي.
- 9 مايو – ليونارد آرثر كريستيان
- 23 مايو – ماري سوزان إدغار روائية كندية.

### يونيو
- 8 يونيو – أرنولد نيلسون سميث سياسي كندي.
- 21 يونيو – باتريك توماس ستون
- 27 يونيو – جيمس كوركري عداء مراثوني كندي.
- 30 يونيو – جيمس ماكغريغور ستيوارت محامي كندي.

### يوليو
- 23 يوليو – روبرت ديفيز طبيب كندي.

### أغسطس
- 3 أغسطس – هارولد مكنمارا لاعب هوكي جليد كندي.
- 6 أغسطس – جورج كيني ضابط من الولايات المتحدة الأمريكية.
- 9 أغسطس – موريس آرثر بوب دبلوماسي كندي.
- 21 أغسطس – تشارلز نوريس كوكرين

### سبتمبر
- 6 سبتمبر – توماس كلايتون ديفيس سياسي كندي.
- 17 سبتمبر – فريدريك ثورنتون بيترز
- 24 سبتمبر – جاك تورنر مصور كندي.

### أكتوبر
- 8 أكتوبر – آر. فرازير أرمسترونغ مهندس كندي.
- 13 أكتوبر – دوجلاس دومبريل ممثل كندي-أمريكي.
- 25 أكتوبر – باتريك كيروين قاضي كندي.
- 25 أكتوبر – جوزفين غودرولت
- 29 أكتوبر – أندي كايل

### نوفمبر
- 12 نوفمبر – ويليام ألبرت باوتشر سياسي كندي.

### ديسمبر
- 4 ديسمبر – ليزلي غوردون بيل سياسي كندي.
- 7 ديسمبر – جون موريسون لاعب شطرنج كندي.
- 7 ديسمبر – ويليام هوراس تايلور سياسي كندي.
- 11 ديسمبر – كولسن نورمان ميتشيل جندي كندي.
- 24 ديسمبر – موريس الكسندر سياسي بريطاني.

## وفيات

### مارس
- 28 مارس – توم سميث (مواليد 1851)

### يوليو
- 2 يوليو – فريدريك ماكنزي (مواليد 1841) سياسي كندي.

### أكتوبر
- 28 أكتوبر – الكسندر موريس (مواليد 1826) سياسي كندي.

### نوفمبر
- 3 نوفمبر – إدوارد بالمر (مواليد 1809) سياسي كندي.
- 21 نوفمبر – نيكولاس دبليو. براون (مواليد 1821) سياسي كندي.